# Iao
Iao oder Iaô, ìyàwó, Iyawô, Yao (ursprünglich aus der Yorubá-Sprache) ist die Bezeichnung von Filhos de Santo (wörtlich: Söhne des Heiligen), die das Initiationsritual zu Filhos feitos („gemachte“ Söhne) bereits durchlaufen haben, aber die Jahre ihrer Initiation noch nicht abgeschlossen haben. Erst nach der Vollendung von 7 Jahren und wiederkehrenden Ritualzeiträumen – die man als Obrigação de 7 anos (Verpflichtung der 7 Jahre) bezeichnet – nennt man die Initianden innerhalb der Gemeinschaft Egbomi (Älteste). Vor dem ersten Initiationsritual heißen sie Abiã (auch Abíyàn ou Abian), was man am ehesten mit dem Wort Novize übersetzen kann. 
Im Verlauf der 7 Jahre verbringt die Person als Iaô eine Zeit von einundzwanzig Tagen in einem Roncó, einem speziellen Raum oder einer Hütte, der für solche Rituale eingerichtet und geeignet ist, um alle nötigen Prozessschritte für eine Initiation zu durchlaufen. Sie lernt alle Gebete, Lieder, Vorschriften und Geheimnisse, die nur Initianden innerhalb dieser Gemeinschaft des Candomblé weitergegeben werden. Diese Einweihungen und Rituale werden von einer Yalorixá (männliche Form: Babalorixá) geführt, die Priesterin und spirituelle Führerin des Terreiros ist.

## Deutschsprachige Literatur
- Claudio G. Matthes: Afrikanische Religiosität und die Neureligionen in Brasilien. Dissertation Universität Tübingen, Kulturwissenschaftliche Fakultät, Tübingen 2007, als pdf veröffentlicht
- Astrid Reuter: Das wilde Heilige. Roger Bastide und die Religionswissenschaft seiner Zeit. Campus, Frankfurt/Main 2000, ISBN 3-593-36603-7
- Kreszmeier, Astrid Habiba und Banda Profana: Ilê Axé Oxum Abalô. Zur Arbeit in und mit Orixátraditionen. Hörbuch. Terra Sagrada International, Stein/AR 2009, ISBN 978-3-033-02054-2